# Flavio Cobolli
Flavio Cobolli (Florencia, 6 de mayo de 2002) es un tenista profesional italiano.

## Carrera profesional
Nacido en Florencia, se instaló en Subiaco con su familia a la edad de un año. Un regalo de una raqueta de tenis y una camiseta de Francesco Totti lo atrajo inicialmente al tenis, donde comenzó a jugar en el Tennis Club Parioli a los tres años. Después se pasó al fútbol, donde jugó de zaguero en las categorías inferiores de la A.S. Roma hasta los 13 años, bajo la tutela de Bruno Conti. Finalmente, se decantó por el tenis porque le ofrecía una mayor emoción que el fútbol.

### 2025
Inicio la temporada en la United Cup 2025, representando a Italia, en su primer partido derrotó en set corrido al suizo Dominic Stricker por 6-3, 7-6. En su segundo partido en el torneo derrotó al francés y top-20 Ugo Humbert en tres set, pero en su tercer partido cayó derrotado ante checo Tomáš Macháč en dos set.
En la primera ronda del Abierto de Australia 2025 perdió ante Tomás Etcheverry, con esta derrota inició una racha negativa de 9 derrotas consecutivas.

## Títulos ATP (2; 2+0)
| Leyenda                         |
| Grand Slam (0)                  |
| ATP Wourld Tour Finals (0)      |
| ATP World Tour Masters 1000 (0) |
| ATP World Tour 500 (1)          |
| ATP World Tour 250 (1)          |

| N.º | Fecha              | Torneo   | Superficie    | Oponente en la final | Resultado |
| --- | ------------------ | -------- | ------------- | -------------------- | --------- |
| 1.  | 6 de abril de 2025 | Bucarest | Tierra batida | Sebastián Báez       | 6-4, 6-4  |
| 2.  | 24 de mayo de 2025 | Hamburgo | Tierra batida | Andrey Rublev        | 6-2, 6-4  |

#### Finalista (1)
| N.º | Fecha               | Torneo     | Superficie | Oponente en la final | Resultado     |
| --- | ------------------- | ---------- | ---------- | -------------------- | ------------- |
| 1.  | 4 de agosto de 2024 | Washington | Dura       | Sebastian Korda      | 6-4, 2-6, 0-6 |

## Títulos ATP Challenger (3; 2+1)
| Leyenda             | Individuales | Dobles |
| ------------------- | ------------ | ------ |
| ATP Challenger Tour | 2            | 1      |

### Individuales (2)
| N.° | Fecha                | Torneo               | Superficie    | Oponente en la final | Resultado |
| --- | -------------------- | -------------------- | ------------- | -------------------- | --------- |
| 1.  | 27 de marzo de 2022  | Challenger de Zadar  | Tierra batida | Daniel Michalski     | 6-4, 6-2  |
| 2.  | 8 de octubre de 2023 | Challenger de Lisboa | Dura          | Benjamin Hassan      | 7-5, 7-5  |

### Dobles
| N.º | Fecha              | Torneo                 | Superficie    | Compañero         | Oponentes en la final        | Resultado        |
| --- | ------------------ | ---------------------- | ------------- | ----------------- | ---------------------------- | ---------------- |
| 1.  | 8 de abril de 2023 | Challenger de Barletta | Tierra batida | Jacopo Berrettini | Zdeněk Kolář Denys Molchanov | 1-6, 7-5, [10-6] |